# Padova Challenge Open
Il Padova Challenge Open è un torneo professionistico di tennis giocato su campi in terra rossa, facente parte dell'ITF Men's Circuit e dell'ITF Women's Circuit. Viene giocato annualmente a Padova, in Italia.
Dopo l'ultima edizione tenutasi nel 2013, il torneo torna nel circuito ITF nell'agosto del 2022 con il nome di Torneo internazionale 2001 Team Città di Padova “Memorial Lino Barbiero”, dopo 9 anni. Il nuovo organizzatore è il 2001 Team, gestore del "Centro Sportivo 2000" dove si sono disputati i tornei maschile e femminile.

## Albo d'oro

### Singolare maschile
| Anno      | Campione           | Finalista               | Punteggio           |
| --------- | ------------------ | ----------------------- | ------------------- |
| 2009      | Philipp Oswald     | Antonio Comporto        | 6–3, 6–3            |
| 2010      | Nikola Ciric       | Matteo Marrai           | 4–6, 7–6(5), 7–6(3) |
| 2011      | Philipp Oswald     | Gerard Granollers Pujol | 6–4, 6–3            |
| 2012      | Luca Vanni         | Jonathan Gonzalia       | 6(3)–7, 6–3, 6–4    |
| 2013      | Salvatore Caruso   | Enrico Burzi            | 7–6(3), 6(3)–7, 6–0 |
| 2014-2021 | Non disputato      | Non disputato           | Non disputato       |
| 2022      | Federico Arnaboldi | Gabriele Piraino        | 6–2, 6–1            |

### Doppio maschile
| Anno      | Campioni                              | Finalisti                                 | Punteggio            |
| --------- | ------------------------------------- | ----------------------------------------- | -------------------- |
| 2009      | Alexandre Renard Federico Torresi     | Richard Ruckelshausen Bertram Steinberger | 7–6(5), 6-3          |
| 2010      | Alessandro Giannessi Federico Torresi | Paolo Beninca Matteo Viola                | 6–1, 7–6(3)          |
| 2011      | Guillermo Carry Andrej Kračman        | Michail Vasiliev Dennis Zivkovic          | 7–5, 7–5             |
| 2012      | Claudio Grassi Matteo Volante         | Marco Stancati Luca Vanni                 | 6–2, 6–0             |
| 2013      | Andres Molteni Walter Trusendi        | Alex Bolt Sami Reinwein                   | 6(10)–7, 6–3, [10–5] |
| 2014-2021 | Non disputato                         | Non disputato                             | Non disputato        |
| 2022      | Brandon Walkin Jason Taylor           | Duje Ajduković Frane Ninčević             |                      |

### Singolare femminile
| Anno      | Campionessa         | Finalista                | Punteggio     |
| --------- | ------------------- | ------------------------ | ------------- |
| 2011      | Kristina Mladenovic | Karin Knapp              | 3–6, 6–4, 6–0 |
| 2012      | Anna-Lena Friedsam  | Corinna Dentoni          | 6–2, 6–2      |
| 2013      | Irina Chromačëva    | Patricia Mayr-Achleitner | 6–2, 6–3      |
| 2014-2021 | Non disputato       | Non disputato            | Non disputato |
| 2022      | Laura Bilardo       | Laura Mair               | 6–2, 6–1      |

### Doppio femminile
| Anno      | Campionesse                         | Finaliste                       | Punteggio     |
| --------- | ----------------------------------- | ------------------------------- | ------------- |
| 2011      | Kristina Mladenovic Katarzyna Piter | Iryna Burjačok Réka-Luca Jani   | 6–4, 6–3      |
| 2012      | Gioia Barbieri Anastasia Grymalska  | Federica Grazioso Lisa Sabino   | 6–2, 6–1      |
| 2013      | Paula Kania Irina Chromačëva        | Cristina Dinu Maša Zec Peškirič | 6–3, 6–1      |
| 2014-2021 | Non disputato                       | Non disputato                   | Non disputato |
| 2022      | Georgia Pedone Virginia Ferrara     | Enola Chiesa Jessica Bertoldo   | 6–3, 6–4      |